# Draba nuda
Draba nuda är en korsblommig växtart som först beskrevs av Charles Paulus Bélanger och Pierre Edmond Boissier, och fick sitt nu gällande namn av Al-shehbaz och M. Koch. Draba nuda ingår i släktet drabor, och familjen korsblommiga växter. Inga underarter finns listade i Catalogue of Life.